# Castellnovo
Castellnovo, en castillan et officiellement (Castellnou en valencien), est une commune d'Espagne de la province de Castellón dans la Communauté valencienne. Elle est située dans la comarque de l'Alto Palancia et dans la zone à prédominance linguistique castillane.

## Géographie

Localisation de Castellnovo
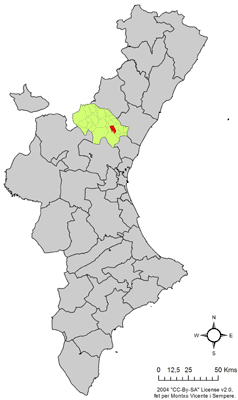
dans la Communauté valencienne.
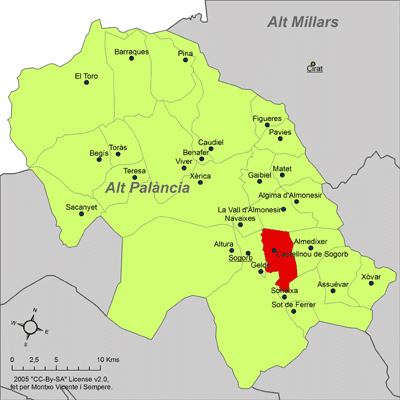
dans la comarque de l'Alto Palancia.